# AFL - Division II 2020
La AFL Division II 2020 avrebbe dovuto essere la 17ª edizione del campionato di football americano di terzo livello, organizzato dalla AFBÖ. Il campionato non è stato disputato a causa della pandemia di COVID-19 del 2019-2021.

## Squadre partecipanti
| Club                  | Città          | Stadio | Sponsor ufficiale | Risultato nella stagione 2019 |
| --------------------- | -------------- | ------ | ----------------- | ----------------------------- |
| Domžale Tigers        | Domžale        |        |                   |                               |
| Fehérvár Enthroners   | Székesfehérvár |        |                   |                               |
| Maribor Generals      | Maribor        |        |                   |                               |
| Pannonia Eagles       | Baumgarten     |        |                   |                               |
| Salzburg Ducks        | Salisburgo     |        |                   |                               |
| Sankt Pölten Invaders | Sankt Pölten   |        |                   |                               |
| Schwaz Hammers        | Schwaz         |        |                   |                               |
| Styrian Hurricanes    | Stallhofen     |        | Peicher - US cars |                               |
| Upper Styrian Rhinos  | Kapfenberg     |        |                   |                               |
| Vienna Warlords       | Vienna         |        |                   |                               |

## Stagione regolare

### Calendario

#### 1ª giornata
| 21 marzo 2020 | Salzburg Ducks | - – - | Domžale Tigers |  |

| 21 marzo 2020 | Pannonia Eagles | - – - | Vienna Warlords |  |

| 21 marzo 2020 | Styrian Hurricanes | - – - | Schwaz Hammers |  |

| 22 marzo 2020 | Fehérvár Enthroners | - – - | Sankt Pölten Invaders |  |

#### 2ª giornata
| 28 marzo 2020 | Schwaz Hammers | - – - | Salzburg Ducks |  |

| 28 marzo 2020 | Domžale Tigers | - – - | Maribor Generals |  |

| 28 marzo 2020 | Sankt Pölten Invaders | - – - | Upper Styrian Rhinos |  |

| 29 marzo 2020 | Fehérvár Enthroners | - – - | Vienna Warlords |  |

#### 3ª giornata
| 11 aprile 2020 | Salzburg Ducks | - – - | Styrian Hurricanes |  |

| 11 aprile 2020 | Upper Styrian Rhinos | - – - | Pannonia Eagles |  |

| 12 aprile 2020 | Vienna Warlords | - – - | Sankt Pölten Invaders |  |

| 13 aprile 2020 | Maribor Generals | - – - | Schwaz Hammers |  |

#### 4ª giornata
| 18 aprile 2020 | Styrian Hurricanes | - – - | Maribor Generals |  |

| 18 aprile 2020 | Sankt Pölten Invaders | - – - | Pannonia Eagles |  |

| 19 aprile 2020 | Fehérvár Enthroners | - – - | Upper Styrian Rhinos |  |

| 19 aprile 2020 | Domžale Tigers | - – - | Salzburg Ducks |  |

#### 5ª giornata
| 25 aprile 2020 | Maribor Generals | - – - | Domžale Tigers |  |

| 25 aprile 2020 | Upper Styrian Rhinos | - – - | Vienna Warlords |  |

| 25 aprile 2020 | Fehérvár Enthroners | - – - | Pannonia Eagles |  |

| 26 aprile 2020 | Schwaz Hammers | - – - | Styrian Hurricanes |  |

#### 6ª giornata
| 9 maggio 2020 | Salzburg Ducks | - – - | Maribor Generals |  |

| 9 maggio 2020 | Styrian Hurricanes | - – - | Domžale Tigers |  |

| 10 maggio 2020 | Vienna Warlords | - – - | Upper Styrian Rhinos |  |

| 10 maggio 2020 | Pannonia Eagles | - – - | Sankt Pölten Invaders |  |

#### 7ª giornata
| 16 maggio 2020 | Upper Styrian Rhinos | - – - | Fehérvár Enthroners |  |

| 16 maggio 2020 | Domžale Tigers | - – - | Schwaz Hammers |  |

| 16 maggio 2020 | Sankt Pölten Invaders | - – - | Vienna Warlords |  |

| 17 maggio 2020 | Maribor Generals | - – - | Styrian Hurricanes |  |

#### 8ª giornata
| 31 maggio 2020 | Upper Styrian Rhinos | - – - | Sankt Pölten Invaders |  |

| 1º giugno 2020 | Maribor Generals | - – - | Salzburg Ducks |  |

| 1º giugno 2020 | Schwaz Hammers | - – - | Domžale Tigers |  |

| 1º giugno 2020 | Pannonia Eagles | - – - | Fehérvár Enthroners |  |

#### 9ª giornata
| 6 giugno 2020 | Domžale Tigers | - – - | Styrian Hurricanes |  |

| 6 giugno 2020 | Salzburg Ducks | - – - | Schwaz Hammers |  |

| 6 giugno 2020 | Vienna Warlords | - – - | Pannonia Eagles |  |

| 7 giugno 2020 | Sankt Pölten Invaders | - – - | Fehérvár Enthroners |  |

#### 10ª giornata
| 20 giugno 2020 | Styrian Hurricanes | - – - | Salzburg Ducks |  |

| 21 giugno 2020 | Schwaz Hammers | - – - | Maribor Generals |  |

| 21 giugno 2020 | Vienna Warlords | - – - | Fehérvár Enthroners |  |

| 21 giugno 2020 | Pannonia Eagles | - – - | Upper Styrian Rhinos |  |

### Classifica
La classifica della regular season è la seguente:
- PCT = percentuale di vittorie, G = partite giocate, V = partite vinte,  P = partite perse, PF = punti fatti, PS = punti subiti

#### Conference A
| Pos. | Squadra               | PCT  | G | V | N | P | PF | PS |
| ---- | --------------------- | ---- | - | - | - | - | -- | -- |
| 1    | Fehérvár Enthroners   | .000 | 0 | 0 | 0 | 0 | 0  | 0  |
| 2    | Pannonia Eagles       | .000 | 0 | 0 | 0 | 0 | 0  | 0  |
| 3    | Sankt Pölten Invaders | .000 | 0 | 0 | 0 | 0 | 0  | 0  |
| 4    | Upper Styrian Rhinos  | .000 | 0 | 0 | 0 | 0 | 0  | 0  |
| 5    | Vienna Warlords       | .000 | 0 | 0 | 0 | 0 | 0  | 0  |

#### Conference B
| Pos. | Squadra            | PCT  | G | V | N | P | PF | PS |
| ---- | ------------------ | ---- | - | - | - | - | -- | -- |
| 1    | Domžale Tigers     | .000 | 0 | 0 | 0 | 0 | 0  | 0  |
| 2    | Maribor Generals   | .000 | 0 | 0 | 0 | 0 | 0  | 0  |
| 3    | Salzburg Ducks     | .000 | 0 | 0 | 0 | 0 | 0  | 0  |
| 4    | Schwaz Hammers     | .000 | 0 | 0 | 0 | 0 | 0  | 0  |
| 5    | Styrian Hurricanes | .000 | 0 | 0 | 0 | 0 | 0  | 0  |

## Playoff

### Tabellone
|  | Semifinali | Semifinali | Semifinali |     |     | XII Iron Bowl | XII Iron Bowl | XII Iron Bowl |  |
|  |            |            |            |     |     |               |               |               |  |
|  | 1A         | TBD        | -          |     |     |               |               |               |  |
|  | 1A         | TBD        | -          |     |     |               |               |               |  |
|  | 2B         | TBD        | -          |     |     |               |               |               |  |
|  | 2B         | TBD        | -          |     | TBD | TBD           | -             |               |  |
|  |            |            |            |     | TBD | TBD           | -             |               |  |
|  |            |            | TBD        | TBD | -   |               |               |               |  |
|  | 1B         | TBD        | TBD        | TBD | -   | -             |               |               |  |
|  | 1B         | TBD        |            |     |     |               |               |               |  |
|  | 2A         | TBD        | -          |     |     |               |               |               |  |

### Semifinali
| 4 luglio 2020 | TBD | - – - | TBD | \| Arbitro: \| - \| |
| Arbitro:      | -   |       |     |                     |

| 4 luglio 2020 | TBD | - – - | TBD |  |

### XII Iron Bowl
| 18 luglio 2020 | TBD | - – - | TBD | \| Arbitro: \| - \| |
| Arbitro:       | -   |       |     |                     |